# لينا كارستنز
لينا كارستنز (بالألمانية: Lina Carstens)‏ (و. 1892 – 1978 م) هي ممثلة صوت، وممثلة مسرحية، وممثلة أفلام ألمانية، ولدت في فيسبادن، توفيت في ميونخ، عن عمر يناهز 86 عاماً.

## جوائز
حصلت على جوائز منها:
- الجائزة التشريفية للفيلم الألماني  [لغات أخرى]‏ (1972)
- وسام صليب القائد من رتبة استحقاق من جمهورية ألمانيا الاتحادية

## وصلات خارجية
- لينا كارستنز على موقع IMDb (الإنجليزية)
- لينا كارستنز على موقع مونزينجر (الألمانية)
- لينا كارستنز على موقع ألو سيني (الفرنسية)
- لينا كارستنز على موقع أول موفي (الإنجليزية)
- لينا كارستنز على موقع قاعدة بيانات الأفلام السويدية (السويدية)
- لينا كارستنز على موقع قاعدة بيانات الفيلم (الإنجليزية)
- لينا كارستنز على موقع كينوبويسك (الروسية)